# Burgkirchen an der Alz
Burgkirchen an der Alz település Németországban, azon belül Bajorországban. Lakosainak száma 11 008 fő (2023. december 31.). Burgkirchen an der Alz Kastl, Emmerting, Mehring, Burghausen, Sankt Radegund, Tittmoning, Halsbach, Kirchweidach, Garching an der Alz és Unterneukirchen községekkel határos.

## Népesség
A település népessége az elmúlt években az alábbi módon változott:
| Lakosok száma | 291  | 1075 | 6326 | 9194 | 10 039 | 10 202 | 10 361 | 10 367 | 10 710 | 11 008 |
|               | 1875 | 1950 | 1975 | 1987 | 2012   | 2014   | 2016   | 2017   | 2021   | 2023   |